# Farangi Mahall
Farangi Mahall ist eine traditionelle Madrasa in Lakhnau (Lucknow), Uttar Pradesh, Indien. An ihr wurde eine umfassende Gelehrsamkeit vermittelt, „die für alle intellektuellen Berufe qualifizierte“. Zu Beginn des 18. Jahrhunderts wurde dort ein Lehrkanon von Vertretern des Qadiri-Ordens entwickelt, der sogenannte Dars-i Nizami, der sich im Laufe der Zeit in ganz Südasien ausbreitete. Schwerpunkte der Ausbildung bildeten vor allem Logik, Philosophie und Recht. Prinzipiell galt dieser Lehrkanon als eine effiziente und schnelle Ausbildung mit dem Ziel einer guten Analysefähigkeit, um die Absolventen in Ämter im Staatsapparat (insbesondere Verwaltung und Rechtsprechung) einzugliedern.
Als Beweis für die hohe Gelehrsamkeit wird angeführt, dass die „manuals used for religious instruction are the product of famous Persians of bygone times or of members of the Firangi Mahal or their pupils“.
Lakhnau (Lucknow) war, neben der Schule von Delhi das indische Zentrum für islamische religiöse Wissenschaften: fiqh, usul-e-fiqh, den Koran und kalam; darüber hinaus wurden vielfältige weitere Wissenschaften betrieben.